# Ezlopitant
Ezlopitant ist eine chemische Verbindung, die als potenzieller Arzneistoff zur Behandlung des Reizdarmsyndroms und zur Behandlung von Übelkeit und Erbrechen nach Zytostatikagabe im Rahmen der Krebschemotherapie wurde. Seine weitere klinische Entwicklung durch das pharmazeutische Unternehmen Pfizer wurde eingestellt. Pharmakologisch ist Ezlopitant ein Neurokinin-Antagonist.

## Pharmakologie

### Wirkweise (Pharmakodynamik)
Ezlopitant hemmt als Antagonist den Neurokinin-NK1-Rezeptor. Es verdrängt den körpereigenen Liganden Substanz P von seiner Bindungsstelle am Rezeptor und verhindert dadurch die durch Substanz P vermittelten Effekte. Als ein NK1-Rezeptorantagonist besitzt Ezlopitant ein entzündungshemmendes, schmerzhemmendes, antidepressives und antiemetisches Potenzial. Eine Schmerz und Erbrechen hemmende Wirkung konnte tierexperimentell bestätigt werden. Darüber hinaus zeigte Ezlopitant in Tiermodellen eine appetithemmende Wirkung. In klinischen Studien hat Ezlopitant eine Wirksamkeit bei der Unterdrückung des Zytostatika-Erbrechens gezeigt, ohne dass es die Symptomatik der Übelkeit verbessert.

### Pharmakokinetik
Ezlopitant wird nach oraler Gabe rasch und fast vollständig in den systemischen Kreislauf aufgenommen. Es unterliegt einer ausgeprägten, praktisch vollständigen Metabolisierung unter Beteiligung der Cytochrom-P450-Isoenzyme CYP3A4, CYP3A5 und CYP2D6. Die zwei Hauptmetaboliten entstehen durch Oxidation der Isopropylseitenkette. Die Plasmahalbwertszeit von Ezlopitant beträgt etwa 13 Stunden und die einschließlich seiner Metaboliten über 100 Stunden. Die Ausscheidung erfolgt in Form der Metaboliten zu etwa 60 Prozent fäkal und 40 Prozent über den Urin.